# Rudolf Schenkel
Rudolf Schenkel (* 21. Januar 1770 in Düren; † 19. Februar 1847 ebenda) war ein deutscher Großhandels-Kaufmann und Wohltäter der Stadt Düren. Er war verheiratet mit Catharina Schenkel geb. Schoeller.
Schenkel besaß aus Erbschaft und eigenem Verdienst als Großhändler ein beträchtliches Vermögen. Er erbte von seinem Vater den Weyerhof, eine frühere Staatsdomäne. Auch der Jesuitenhof, ein Gutshof, war im Eigentum von Rudolf Schenkel. 1821 kaufte er in Disternich den Fronhof. 
Schenkel gehörte jahrzehntelang dem Dürener Stadtrat an. 
1825 schenkte Rudolf Schenkel der reformierten und der lutherischen Gemeinde das Gelände für den evangelischen Friedhof an der Kölnstraße. Er trug außerdem die Kosten für den Durchstich durch die Dürener Stadtmauer von der Schellengasse (heute Wilhelmstraße) zur äußeren Promenade (heute Schenkelstraße). 
Als in Düren durch private Spenden eine Armen-Speiseanstalt eingerichtet werden sollte, stiftete Schenkel das Jesuitengebäude in der Jesuitengasse für deren Unterbringung. Später wurde hier die Elisabeth-Blindenanstalt der Rheinprovinz eingerichtet.

## Ehrungen
- Benennung der Schenkelstraße im Juni 1869
- Gedenkplatte am 1956/1957 erbauten Haus Girbelsrather Straße 35

## Einzelnachweis
- Josef Geuenich: Die Dürener Straßennamen. (hrsg. vom Dürener Geschichtsverein) Düren 1965.